# Pod cirkusovým stanem
Kvapík pro lipicány v češtině, Sub cirkotendo (Pod cirkusovým stanem) v esperantu,  je vzpomínková kniha českého autora Stanislava Bubeníčka, kterou napsal  nejdříve česky (1965) a pak sám přeložil do esperanta pod literárním pseudonymem Stan Bubenič. Autor hrál v cirkusovém orchestru na klarinet a poutavě vylíčil své zážitky z cirkusového prostředí.
Bubeníčkův esperantský překlad připravila do tisku jeho nizozemská přítelkyně Jenny Heetkamp-Senstius, které zaslal rukopis v roce 1969, ale vydání se podařilo až po autorově smrti v roce 1988. Protože se Stanislav Bubeníček naučil esperanto až v důchodu a krátce nato začal psát, kniha měla četné jazykové nedostatky, takže před vydáním prošla důkladnou redakcí. Původní název zněl Sub cirkotuko (Pod cirkusovou plachtou), před vydáním byly odstraněny drobné mluvnické a stylistické chyby, ale celková atmosféra cirkusu včetně cirkusácké hantýrky zůstala zachována.